# Saint-Agnan-sur-Erre
Pour les articles homonymes, voir Saint-Agnan.
Saint-Agnan-sur-Erre est une ancienne commune française, située dans le département de l'Orne en région Normandie, devenue le 1er janvier 2016 une commune déléguée au sein de la commune nouvelle de Val-au-Perche.
Elle est peuplée de 164 habitants.

## Géographie
La commune est au cœur du Perche, au sud du Perche ornais. Son bourg est à 7 km au nord-est du Theil, à 8,5 km à l'ouest de Nogent-le-Rotrou et à 16 km au sud-est de Bellême.
Couvrant 528 hectares, le territoire de Saint-Agnan-sur-Erre était le moins étendu du canton du Theil.
Le point culminant (207/208 m) se situe au mont Cendrou, à l'ouest. Le point le plus bas (107 m) correspond à la sortie de l'Erre du territoire, à l'est.
| Préaux-du-Perche (comm. nouv. de Perche en Nocé)                                                                           | Préaux-du-Perche (comm. nouv. de Perche en Nocé) | Préaux-du-Perche (comm. nouv. de Perche en Nocé), Saint-Hilaire-sur-Erre |
| Préaux-du-Perche (comm. nouv. de Perche en Nocé)                                                                           | Saint-Agnan-sur-Erre                             | Saint-Hilaire-sur-Erre                                                   |
| Préaux-du-Perche (comm. nouv. de Perche en Nocé), (comm. nouv. de Perche en Nocé), La Rouge (comm. nouv. de Val-au-Perche) | La Rouge (comm. nouv. de Val-au-Perche)          | Saint-Hilaire-sur-Erre                                                   |

## Toponymie
Agnan était évêque d'Orléans où il fut un artisan de la défense contre les Huns au Ve siècle. 
L'Erre, affluent de l'Huisne, traverse la commune d'ouest en est en arrosant le bourg.
Le gentilé est Saint-Agnannais.

## Histoire
Dans l'après-guerre, la commune de Saint-Agnan-sur-Erre a été le théâtre d'un crime crapuleux. A la mi-janvier 1946, Henri Marius Pelletier, ouvrier agricole, tue à coups de bêche et de serpe Emile Trichet, cultivateur âgé de 70 ans, pour lui voler ses économies. Condamné le 6 novembre 1946 à la peine capitale, il est guillotiné à Alençon le 5 juillet 1947.
Le 1er janvier 2016, Saint-Agnan-sur-Erre intègre avec cinq autres communes la commune de Val-au-Perche créée sous le régime juridique des communes nouvelles instauré par la loi no 2010-1563 du 16 décembre 2010 de réforme des collectivités territoriales. Les communes de Gémages, L'Hermitière, Mâle, La Rouge, Saint-Agnan-sur-Erre et Le Theil deviennent des communes déléguées et Le Theil est le chef-lieu de la commune nouvelle.

## Politique et administration
| Période                                  | Période       | Identité        | Étiquette | Qualité     |
| ---------------------------------------- | ------------- | --------------- | --------- | ----------- |
| juin 1995                                | décembre 2015 | François Goulet | SE        | Agriculteur |
| Les données manquantes sont à compléter. |               |                 |           |             |

Le conseil municipal était composé de onze membres dont le maire et deux adjoints. Ces conseillers intègrent au complet le conseil municipal de Val-au-Perche le 1er janvier 2016 jusqu'en 2020 et François Goulet devient maire délégué.

## Démographie
En 2021, la commune comptait 164 habitants. Depuis 2004, les enquêtes de recensement dans les communes de moins de 10 000 habitants ont lieu tous les cinq ans (en 2007, 2012, 2017, etc. pour Saint-Agnan-sur-Erre) et les chiffres de population municipale légale des autres années sont des estimations.
Saint-Agnan-sur-Erre a compté jusqu'à 534 habitants en 1846.
| 1793 | 1800 | 1806 | 1821 | 1836 | 1841 | 1846 | 1851 | 1856 |
| ---- | ---- | ---- | ---- | ---- | ---- | ---- | ---- | ---- |
| 375  | 454  | 377  | 400  | 480  | 513  | 534  | 526  | 509  |

| 1861 | 1866 | 1872 | 1876 | 1881 | 1886 | 1891 | 1896 | 1901 |
| ---- | ---- | ---- | ---- | ---- | ---- | ---- | ---- | ---- |
| 467  | 466  | 450  | 471  | 434  | 404  | 389  | 387  | 330  |

| 1906 | 1911 | 1921 | 1926 | 1931 | 1936 | 1946 | 1954 | 1962 |
| ---- | ---- | ---- | ---- | ---- | ---- | ---- | ---- | ---- |
| 293  | 264  | 243  | 217  | 220  | 186  | 197  | 202  | 204  |

| 1968 | 1975 | 1982 | 1990 | 1999 | 2007 | 2011 | 2016 | 2020 |
| ---- | ---- | ---- | ---- | ---- | ---- | ---- | ---- | ---- |
| 177  | 153  | 156  | 166  | 167  | 167  | 162  | 144  | 166  |

## Lieux et monuments

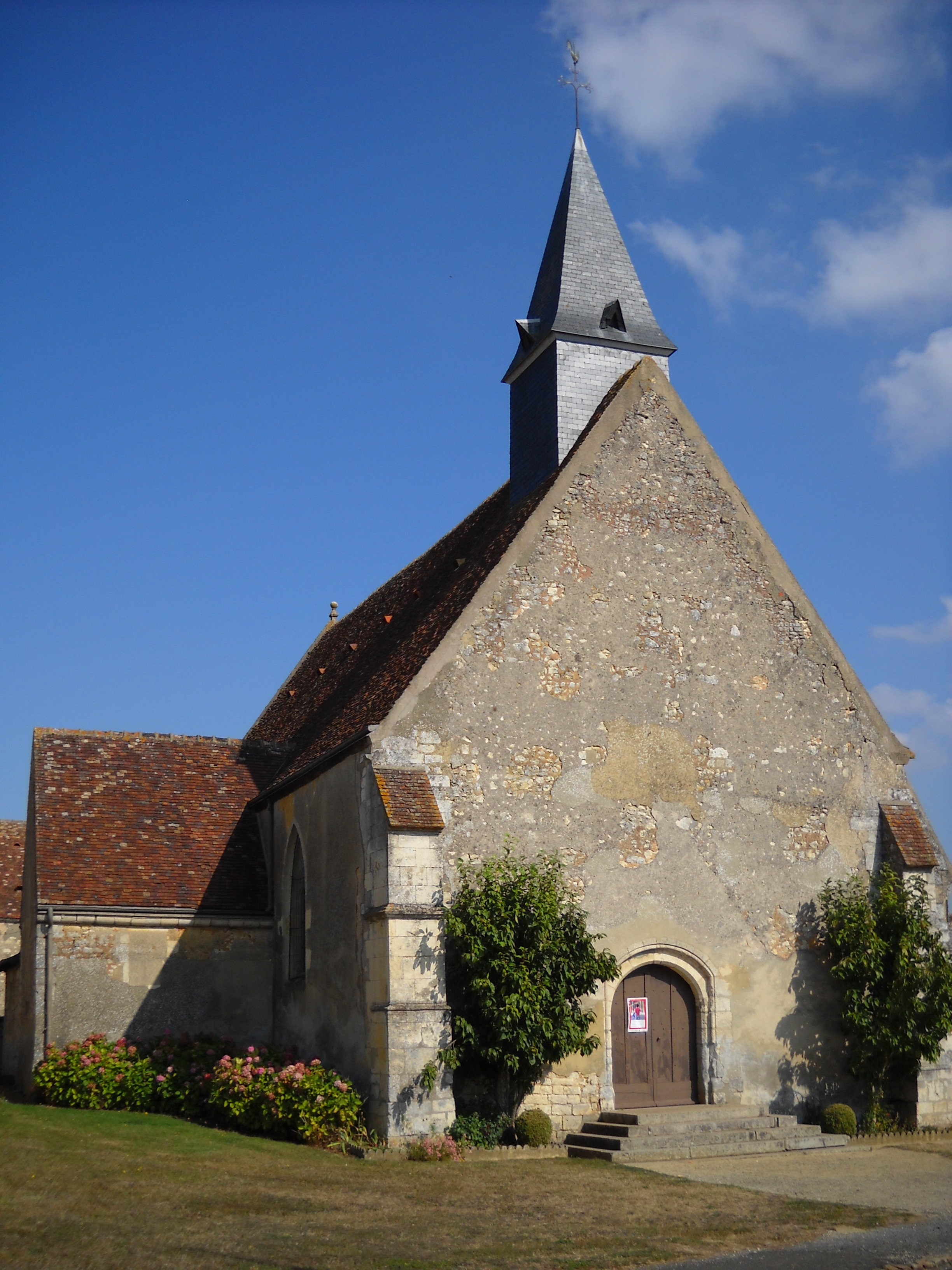
L'église Saint-Agnan.

- Église Saint-Agnan du XVIe siècle. Le retable du transept nord du XVe et une pietà du XVIe sont classés au titre objet aux monuments historiques[11].
- Château d'Amilly d'origine Renaissance, remanié au XIXe siècle, avec jardin.

Il reste d'un château de la fin du XVe siècle, un porche et tours cylindriques couronnées de mâchicoulis. Une famille est citée depuis 1126.